# Klérus

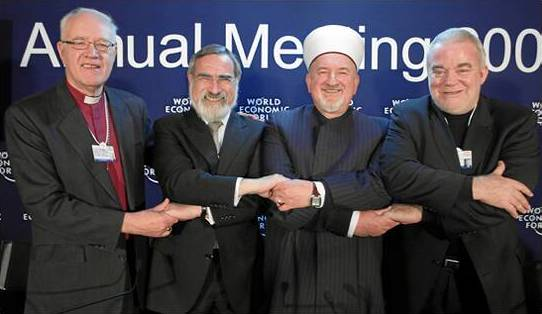
Klérus

A klérus valamely vallásban a papok testületét jelenti szemben a világi hívőkkel, a laikusokkal. Szerepük és funkcióik a különböző vallási hagyományokban igen eltérőek lehetnek, de általában meghatározott vallási rituálék végzésével és a vallásuk tanításával foglalkoznak.

## Etimológia
A klérus magyarul sorsrészt jelent. Az egyházi latin clericus nyomán a görög klerikos (κληρικός) szóból származik, amely kifejezés az örökséghez tartozik, utalva arra, hogy az Ószövetség lévita papjainak az Úron kívül nem volt öröksége.

## Kereszténység
A kereszténységben a klérus címeinek neve és szerepe felekezetenként változik, így megkülönböztetünk diakónusokat, a presbitereket, véneket, a prédikátorokat, papokat vagy lelkészeket, a püspököket, a pápát vagy pátriárkát.

### Katolicizmus
A római katolikus egyház klérusa az egyházi rend, amely felszentelés (ordinatio) által az egyház közvetlen szolgálatára és az egyházi hatalom gyakorlására van hivatva, alkotja a szoros értelemben vett papságot, míg a keresztség által az egyházba felvett laikusok csak a tágabb értelemben vett papsághoz tartoznak. A klérusnak, mint az egyházi hatalom gyakorlására különösen hivatott és feljogosított rendnek szoros megkülönböztetése a laikusoktól, az egyik lényeges különbség a katolicizmus és a protestantizmus között, amely utóbbi a hívek általános papságát vallja, és a papi rendet történetileg fejlődött, nem az őskeresztény egyházban gyökerező intézménynek tekinti.
A papi rendbe való felvétel egyedüli módja a felszentelés, amely miként a keresztség, eltörölhetetlen jellegű. Ahogy a megkeresztelt személy nem keresztény hitre történő áttérés dacára nem szűnik meg keresztény lenni, úgy az egyszer pappá felszentelt többé laikus nem lehet. A tridenti zsinattól kezdve anatemával (egyházi átok) sújtották azokat, akik ezt tagadni merészelték.

#### Papválság
A nyugati világban az utóbbi évtizedekben a katolikus papok számának erőteljes csökkenése tapasztalható. Franciaországban az 1980-as 38 ezres számról 2017-re 14,7 ezerre, azaz  kevesebb mint a felére csökkent a papok száma. Németországban az 1980-as 25 ezer főről 2019-re mintegy 13 ezer pap maradt. Spanyolországban mint Európában bárhol, szintén papválság érezhető. A vidéki területeken öt-hat templomra csak egy pap jut. Az USA-ban az 1981-es 58,5 ezerről 2018-ra 36 ezerre csökkent a számuk.